# 死隨念
念死 ，佛教用語，亦稱死随念、念當終亡、念死無常，是指培養死隨時可能發生的敏銳感覺。
在上座部佛教中，為保護禪修者免除種種危險的四護衛禪之一，曾出現在佛陀「七不退法」的教導中，說明若能常念死想，則能令法增長，無有損耗，也是四十業處
之一。

## 外部連結
《清淨道論》與《菩提道次第廣論》「念死」修持之比較 （页面存档备份，存于）,釋見寂